# Malia
Malia (en griego: Μάλια) es el nombre de un antiguo municipio cretense del límite nororiental de la unidad periférica de Heraclión. Desde la reforma administrativa de 2011 es una unidad municipal que forma parte del municipio de Quersoneso. En el año 2011 la población de la unidad municipal era de 5433 habitantes mientras la comunidad local tenía 3224.
Situada cerca de 36 km al este de Heraclión, capital de la isla, se ha convertido en el principal destino turístico de Creta, principalmente debido a sus playas y animación nocturna.
 En las proximidades, junto a la extremidad oriental de la extensa playa, se encuentra el sitio del palacio minoico de Malia y la necrópolis de Crissolacos, y la iglesia veneciana de Panagia Galatiani del siglo XIV.

## Ciudad moderna
El territorio del municipio se extiende desde el monte Dicte y el monte Selena al sur hasta la costa del mar de Creta al norte. El territorio es montañoso excepto una breve franja costera donde surge la ciudad de Malia. Allí se encuentran numerosos manantiales termales en la falda del monte Selena. La economía se basa principalmente en el turismo. Los olivares dan una abundante producción de aceite de oliva. Hay establecimientos de embotellamiento de agua mineral. El acceso al municipio está garantizado por la autovía Heraclión - Agios Nikolaos.
Con el rápido crecimiento económico que ha experimentado Malia en las últimas décadas, sobre todo en el sector del turismo, la distribución espacial de la ciudad ha cambiado considerablemente: desde la carretera principal que comienza en la plaza central de la ciudad hay conexión con el sur, parte de la ciudad antigua, y al norte, la parte moderna es foco importante de turistas. La parte antigua de la ciudad se caracteriza por edificios residenciales típicos, comercio rústico y especialmente por las iglesias, como la Panagia Galatiani (la más antigua de Malia), originaria de la época veneciana.
La parte moderna se compone principalmente de establecimientos para atender a los visitantes, en su mayoría británicos, tales como restaurantes, hoteles, apartamentos, bares y discotecas. Durante el verano de 2008, Malia atrajo la atención creciente de los medios de comunicación británicos, que se centraba en la vida nocturna de esta. Varios diarios y canales de televisión como BBC y GMTV enviaron reporteros de prensa para destacar la creciente preocupación por los problemas de violencia, alcohol y sexo que afectaban a los jóvenes británicos que viajaban a la ciudad.

## Historia
La región de Malia ha estado habitada desde el Neolítico; sin embargo, fue sólo durante la civilización minoica cuando Malia alcanzó notabilidad. Junto con otros palacios como el de Cnosos y Festos, el palacio de Malia era uno de los principales centros urbanos de Creta y fue vital en el comercio minoico. Según la tradición mitológica griega, Sarpedón, hermano del dios mítico Minos, gobernó la región con el palacio como su capital.
Durante el período bizantino, Malia, al igual que otras regiones costeras de Creta, sufrió numerosas incursiones de piratas sarracenos. En 1390 se menciona por primera vez en los mapas venecianos como Manlia o Manglia. Durante la dominación otomana de la isla, Malia y su área circundante se convirtieron directamente en  posesiones del sultán otomano, siendo el único propietario de la región y el beneficiario directo de cualquier impuesto cargado a los habitantes sobre los productos agrícolas. Debido al control directo del sultán, durante el período otomano la región no estuvo habitada por turcos, ya que a los arrendatarios otomanos de la isla no se les permitió dividir las propiedades de Malia entre sí. Además, la región era endémica en malaria (en griego: ελονοσίας, romanizado: elonosías.
En 1850, los aldeanos locales tras la abolición de ciertas leyes turcas, se convirtieron de nuevo en propietarios de sus tierras. Con la guerra de independencia de Grecia y el fin de la dominación turca en el siglo XIX, Malia se independizó económicamente, basando su economía en la exportación de alubias y cebada, principales productos agrícolas destinados a la exportación durante el siglo XX, también quimbombó, pepinos, tomates, patatas, sandías y plátanos egipcios.
Durante la Segunda Guerra Mundial, dada su proximidad a la costa, sufrió frecuentes invasiones del ejército alemán en su territorio. También se implantaron en los campos numerosas minas terrestres que fueron las principales causas de bajas en la postguerra. A partir de 1950 la región ha crecido económicamente y se ha reconvertido al sector turístico. Su primer hotel, el Grammatikakis, fue construido en 1960. A partir de 1980 se ha edificado con numerosos hoteles y alojamientos, por lo que su economía se basa en gran medida en el turismo.

## Sitio arqueológico
La presencia humana se remonta al Neolítico (6000-3000 a. C.) atestiguada por restos de ganado, por grutas a lo largo de la costa y por casas del período prepalacial (2500 a. C.-2000 a. C.) encontradas bajo los cimientos del palacio.
En Malia se encuentra un importante palacio minoico que posee una estructura similar a la de los restantes palacios de Creta. Un primer palacio fue construido entre 2000 a. C. y 1900 a. C. Fue destruido en 1700 a. C. y reconstruido en 1650 a. C. en el mismo lugar que el anterior y siguiendo fielmente su plan. Hacia el año 1450 a. C. el nuevo edificio fue destruido junto con los otros centros de la Creta minoica. El sitio fue reocupado por un corto período en el siglo XIII a. C. Habrá que esperar a la época romana para que el lugar fuera nuevamente repoblado. En la cercana población de Mármara se encontraron restos romanos incluyendo una basílica bien conservada del siglo VI. Parte de los hallazgos se exhiben en el Museo Arqueológico de Heraclión, y también en el museo arqueológico de Ágios Nikolaos.